# Zdzisław Rychter
Zdzisław (Bene) Rychter (ur. 7 września 1953 w Poznaniu) – polski aktor, kaskader i literat.

## Życiorys
Uchodzi za najczęściej obsadzanego w filmach aktora-naturszczyka: od 1976 do 2002 zagrał w blisko 150 filmach. Był przyjacielem Jana Himilsbacha oraz świadkiem jego śmierci. Założył Stowarzyszenie Niekonwencjonalnych Postaci Filmowych „Gęba” imienia Jana Himilsbacha. Statyści stowarzyszenia wystąpili m.in. w filmie Mniejsze zło.

## Filmografia
- 1976: Przepraszam, czy tu biją? jako Belus
- 1978: Co mi zrobisz, jak mnie złapiesz? jako G. Prąt, insp. BHP, juror konkursu o Służbie Zdrowia
- 1980: Punkt widzenia jako drwal Tomala (odc. 6 i 7)
- 1981: Białe tango jako właściciel sadu Radziejowskiego (odc. 8)
- 1983: Alternatywy 4 jako majster Maniek
- 1984: Siedem życzeń jako ochroniarz w TVP (odc. 1)
- 1986: Zmiennicy jako kelner z Kutna
- 1985: C.K. Dezerterzy jako żołnierz
- 1987: Rzeka kłamstwa dwie role: pielęgniarz w Częstochowie (odc. 5); żołnierz rosyjski (odc. 6)
- 1987: Dorastanie jako kumpel Leszkiewicza z łaźni
- 1987: Krótki film o zabijaniu jako portrecista na Rynku Starego Miasta
- 1987: Ballada o Januszku jako mężczyzna biorący udział w bójce w barze
- 1987: Śmieciarz jako wykonawca wyroku na konfidencie (odc. 3)
- 1987: Wielki Wóz jako żołnierz idący do pracy
- 1988–1991: W labiryncie jako taksówkarz Edek, znajomy Renaty
- 1988: Crimen (odc. 3)
- 1989: Modrzejewska jako oficer carski na przeglądzie wojsk
- 1989: Kanclerz jako szlachcic przed karczmą (odc. 5)
- 1989: Odbicia jako mężczyzna na studiach zaocznych (odc. 3 i 4)
- 1991: Kuchnia polska jako Fajbusiewicz, podwładny Bolka
- 1991: Panny i wdowy jako zomowiec w mieszkaniu Eweliny (odc. 5)
- 1991: Pogranicze w ogniu jako ordynans Kopeckiego (odc. 11)
- 1993: Czterdziestolatek. 20 lat później
- 1995: Nic śmiesznego jako brygadzista na planie filmu Klęska
- 1996: Bezpieczeństwo dziecka jako pedofil pokazujący kotki w piwnicy
- 1997–2006: Złotopolscy
- 1999: Tygrysy Europy jako pan Bolek, bywalec klubu pani Steni
- 1999: Ajlawju jako Zbigniew, sanitariusz w izbie wytrzeźwień
- 2000–2006: M jak miłość
- 2001: Marszałek Piłsudski jako strażnik
- 2002: Sfora jako handlarz bronią
- 2003: Tygrysy Europy 2 jako Dzidek, gość na weselu
- 2003: Zaginiona jako policjant aresztujący Chrapka
- 2005: Kryminalni jako Jan Waćkowski (odc. 18)
- 2005: Tak miało być jako pan Jan, „złota rączka”
- 2007: Odwróceni jako kierowca TIR-a (odc. 7)
- 2009: Mniejsze zło jako rybak